# Steve Stipanovich
Stephen Samuel Stipanovich (nació el 17 de noviembre de 1960 en San Luis, Misuri, Estados Unidos) es un exjugador de baloncesto estadounidense de origen serbio.

## Trayectoria deportiva

### High School y universidad
Como jugador de high school, Steve fue el pívot estrella en DeSmet, una escuela Católica en St. Louis. Durante sus tres temporadas en DeSmet, él ganó dos Campeonatos Estatales de Misuri.
Stipanovich tuvo problemas pronto en el comienzo de su carrera en el instituto. Perdió una parte de su temporada como sophomore debido a que se disparó accidentalmente jugando con un arma, además se vio envuelto en una pelea en el restaurante White Castle después de que recibiese ciertas críticas sobre su juego.
Con 2.11 metros de altura Steve asistió a la Universidad de Misuri. Antes de su año como sénior con los Tigers, Stipanovich dio una entrevista a Sports Illustrated en la que declaraba su intención de, esencialmente, "crecer". Él comenzó entonces a entrenar duro, estudiando más, y disfrutando de fiestas cada vez menos. Los resultados se reflejaron en la pista, con un promedio de 18 puntos por partido y cerca de 9 rebotes por partido, y dominando la Big Eight Conference. En un partido nacional que fue televisado, Stipanovich y su compañero Greg Cavener se combinaron para parar a la futura estrella de la NBA, que sería elegido en el primer puesto, Ralph Sampson y a su equipo Virginia, por aquel entonces el mejor clasificado.

### Profesional
Stipanovich fue seleccionado por los Indiana Pacers en la segunda plaza del Draft de la NBA de 1983. Mientras su salud se lo permitía, Stipanovich fue un jugador muy consistente y seguro. Pero problemas de rodilla limitaron su carrera a cinco temporadas, y él finalmente se retiró en el año 1988 con un total de 5.323 puntos y 3.131 rebotes en toda su carrera. Pero, el periodo entre noviembre de 1979 y marzo de 1983 él y Jon Sundvold ayudaron a su entrenador Norm Stewart, el cual fue un atleta en el colegio, a ser el referente de la Universidad de Misuri en cuanto a baloncesto se refería.
Después de su retirada de la NBA, Stipanovich se trasladó a Oregón, donde manejó pequeños negocios. Desde entonces ha regresado a su ciudad natal. Él y su esposa tienen varios hijos.